# Élections législatives liechtensteinoises de 1997
Les élections législatives liechtensteinoises de 1997 se sont déroulées le 2 février 1997.

## Système politique et électoral
Le Liechtenstein est une principauté organisée sous la forme d'une monarchie constitutionnelle. 
Le chef d'État est un prince, qui possède des pouvoirs politiques importants, comprenant un droit de veto. Ces aspects de monarchie directe sont contrebalancés par des éléments de démocratie directe — initiative populaire et référendum — qui font du Liechtenstein le pays d'Europe où celle-ci est considérée comme la plus poussée. 
Le parlement, appelé Landtag, détient le pouvoir législatif. Les 25 députés qui le composent sont élus pour quatre ans au sein de deux circonscriptions, l'Oberland et l'Unterland, comportant respectivement 15 et 10 sièges.
Tous les sièges sont pourvus au scrutin proportionnel entre les listes de candidats ayant remporté au moins 8 % des suffrages exprimés au niveau national.
Le vote est obligatoire.

## Contexte
La dissolution de la législature est faite avant la fin de son mandat de quatre ans afin de réaligner le calendrier électoral sur le traditionnel mois de février. Les élections précédentes avaient en effet eu lieu de manière anticipée à la suite d'une motion de défiance contre le Premier ministre Markus Büchel (PPC), par des membres de son propre parti.
Le Parti progressiste des citoyens et l'Union patriotique forment depuis 58 ans une coalition gouvernementale au sein de laquelle le rapport de force est en faveur de l'UP depuis les élections législatives précédentes, celle-ci détenant à elle seule la majorité absolue au Landtag. Un de ses membres, Mario Frick est Premier ministre depuis lors.

## Résultats
L'ensemble des voix en faveur des candidats d'un parti sont comptabilisées comme suffrages pour ce parti, ce qui porte le nombre de ces derniers à un total bien supérieur au nombre d'électeurs.
|                        |                                       |         |       |      |        |               |  |  |  |  |  |  |  |  |
| Parti                  | Parti                                 | Voix    | %     | +/-  | Sièges | +/-           |  |  |  |  |  |  |  |  |
|                        | Union patriotique (VU)                | 82 786  | 49,23 | 0,89 | 13     | en stagnation |  |  |  |  |  |  |  |  |
|                        | Parti progressiste des citoyens (FBP) | 65 914  | 39,20 | 2,14 | 10     | 1             |  |  |  |  |  |  |  |  |
|                        | Liste libre (FL)                      | 19 455  | 11,57 | 3,03 | 2      | 1             |  |  |  |  |  |  |  |  |
| Total des voix         | Total des voix                        | 168 155 | 100   |      |        |               |  |  |  |  |  |  |  |  |
|                        |                                       |         |       |      |        |               |  |  |  |  |  |  |  |  |
| Suffrages exprimés     | Suffrages exprimés                    | 12 634  | 98,62 |      |        |               |  |  |  |  |  |  |  |  |
| Votes blancs et nuls   | Votes blancs et nuls                  | 177     | 1,38  |      |        |               |  |  |  |  |  |  |  |  |
| Total                  | Total                                 | 12 811  | 100   | -    | 25     | en stagnation |  |  |  |  |  |  |  |  |
| Abstention             | Abstention                            | 1 954   | 13,23 |      |        |               |  |  |  |  |  |  |  |  |
| Inscrits/Participation | Inscrits/Participation                | 14 765  | 86,77 |      |        |               |  |  |  |  |  |  |  |  |

### Résultats par circonscription[6]
|            |            |          |          |          |          |               |           |           |           |           |               |       |       |  |
| Parti      | Parti      | Oberland | Oberland | Oberland | Oberland | Oberland      | Unterland | Unterland | Unterland | Unterland | Unterland     | Total | Total |  |
| Parti      | Parti      | Voix     | %        | +/-      | S        | +/-           | Voix      | %         | +/-       | S         | +/-           | Total | Total |  |
|            | VU         | 63 889   | 50,93    | 0,16     | 8        | en stagnation | 18 897    | 44,24     | 2,94      | 5         | en stagnation | 13    |       |  |
|            | FBP        | 47 170   | 37,60    | 2,24     | 6        | en stagnation | 18 744    | 43,90     | 1,97      | 4         | 1             | 10    |       |  |
|            | FL         | 14 386   | 11,47    | 2,40     | 1        | en stagnation | 5 069     | 11,86     | 4,91      | 1         | 1             | 2     |       |  |
| Total      | Total      | 125 445  | 100      |          |          |               | 42 710    | 100       |           |           |               |       |       |  |
|            |            |          |          |          |          |               |           |           |           |           |               |       |       |  |
| Val.       | Val.       | 8 477    | 100      | –        | 15       | en stagnation | 4 334     | 100       | –         | 10        | en stagnation | 25    |       |  |
| Abst       | Abst       | 1 452    | 14,49    |          |          |               | 502       | 10,16     |           |           |               |       |       |  |
| Ins./Part. | Ins./Part. | 9 929    | 85,51    | 4 836    | 89,84    |               |           |           |           |           |               |       |       |  |

## Conséquences
L'Union patriotique remporte la majorité absolue à l'assemblée et décide le 10 mars de mettre fin à la coalition avec le Parti progressiste des citoyens, qui était en place depuis les élections silencieuses de 1939. Le 9 avril suivant, le Premier ministre Mario Frick (UP) est reconduit dans ses fonctions par le Landtag et constitue un nouveau gouvernement sur proposition formelle du chef de l'État, le prince Hans-Adam II,.